# Vital Decoster
Félix Vital Decoster (Leuven, 22 oktober 1850 - aldaar, 16 december 1904) was een Belgisch advocaat en liberaal politicus.

## Biografie

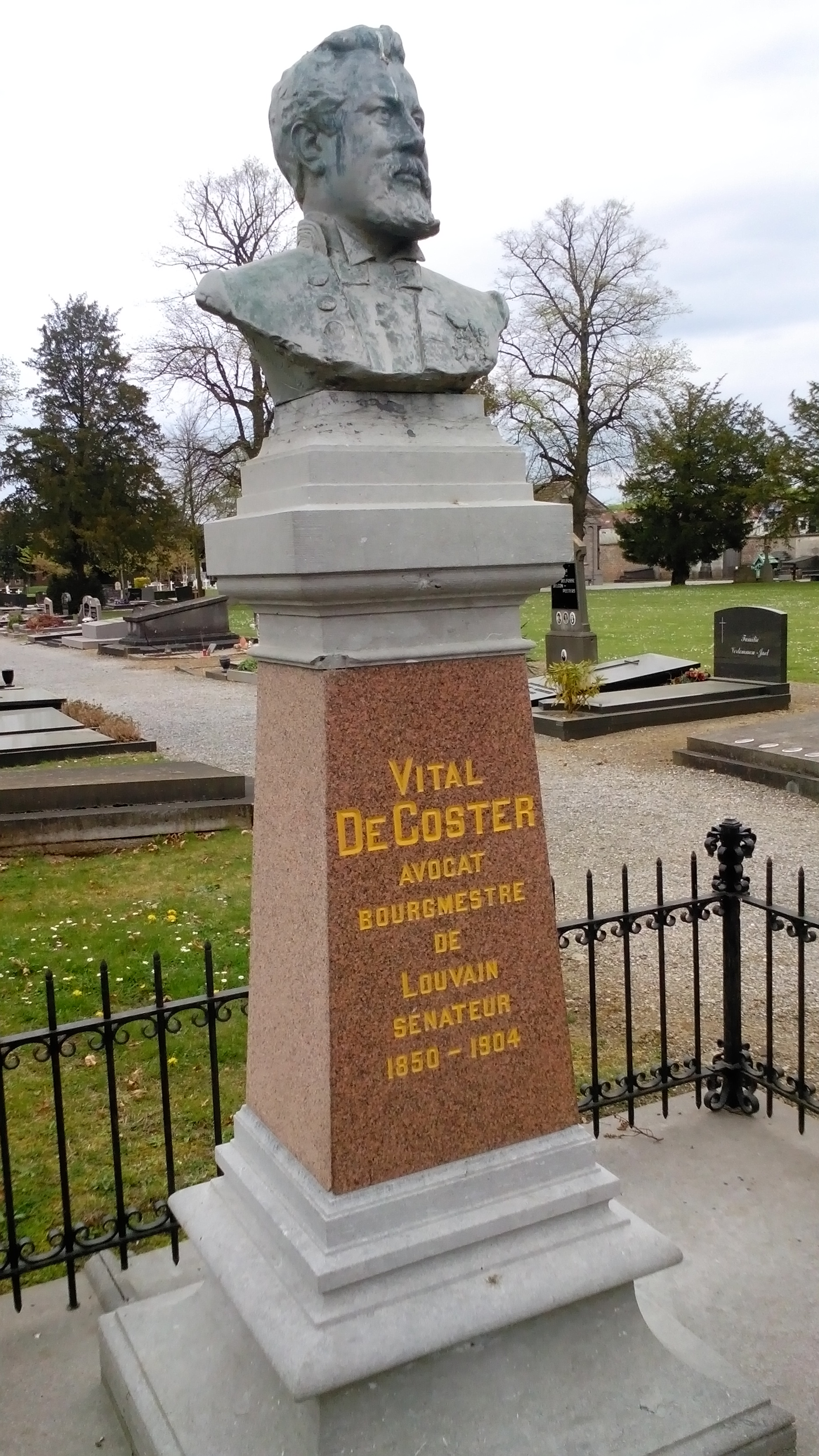
Graf van Vital Decoster

Decoster was Leuvens schepen van onderwijs. In 1901 werd hij burgemeester, wat hij bleef tot aan zijn dood in 1904.
De Vital Decosterstraat in Leuven werd naar hem vernoemd.